# ラビットカー
ラビットカー(Rabbit Car)は、近畿日本鉄道の近鉄南大阪線などで運転されていた通勤車両につけられた愛称のことである。

## 概要
日本で初めての高加減速車両である。阪神初代5001形などのジェットカーが登場するまでの1年間は、ラビットカーが日本一起動加速度・減速度の高い車両だった。
近鉄が特定の車両形式に対して初めて名付けた愛称であり、狭義には6800系を指すが、具体的には復刻ラビットカーを別とすると、以下の3形式（6900系は後に6000系に改番）から構成される。
ラビットカーとの愛称名は、旧型車で運行される急行や準急のダイヤの間を高加速・高減速で縫って走る姿がウサギを連想させるために名付けられたものである。
運用開始直後の1957年11月1日のダイヤ変更で、ラビットカーの運用を限定運用で設定し、主に各駅停車で運用していたが、運用の都合で急行・準急として使用されることもあった。
増備で両数が多くなった頃には、大阪阿部野橋 - 河内長野間の急行・準急での運用にも多く入るようになり、一部は御所線や南大阪線の東部区間である古市 - 橿原神宮駅（現・橿原神宮前）間の急行・準急などの運用にも入ることがあった。しかし後にラビットカー限定運用は廃止され、マルーン塗装化以降の時代には、吉野線や道明寺線にも充当され、他の形式との混結もなされるようになった（6000系以降の車両と併結される場合は、性能は併結相手側に合わせられる形となり、高加減速はしない）。
近鉄が特定の車両形式に対して愛称を付けたのはこれは初めてのことである。ただし、「ビスタカー」や「L/Cカー」などとは異なり、この愛称は2023年時点でも登録商標とはなっていない。

## ラビットカーと呼称されていた車両
詳細は各形式の記事を参照。
- ラビットカー - 近鉄6800系
- 新ラビットカー - 近鉄6900系・6000系 6000系は厳密には高加減速車ではないが、全車がラビットカー塗装・サ6150形以外がラビットマーク付で落成した。
- 復刻ラビットカー - 養老鉄道600系606F 6800系旧モ6857号車－旧モ6858号車を養老線に転出の際、改番したもの
- 復刻ラビットカー - 近鉄6020系6051F 2012年の吉野線開業100周年を記念した復刻塗装車両

ラビットカーが就役したのは1957年であるが、2年後の1959年に就役した名古屋線用近鉄1600系も、高加減速車ではないものの、登場時には近鉄社内で名古屋ラビットと呼ばれていた。1600系の社内電算記号（他鉄道事業者の編成番号に相当）が 「R」 であったのは、この名古屋ラビットに由来している。

## ラビットカー色

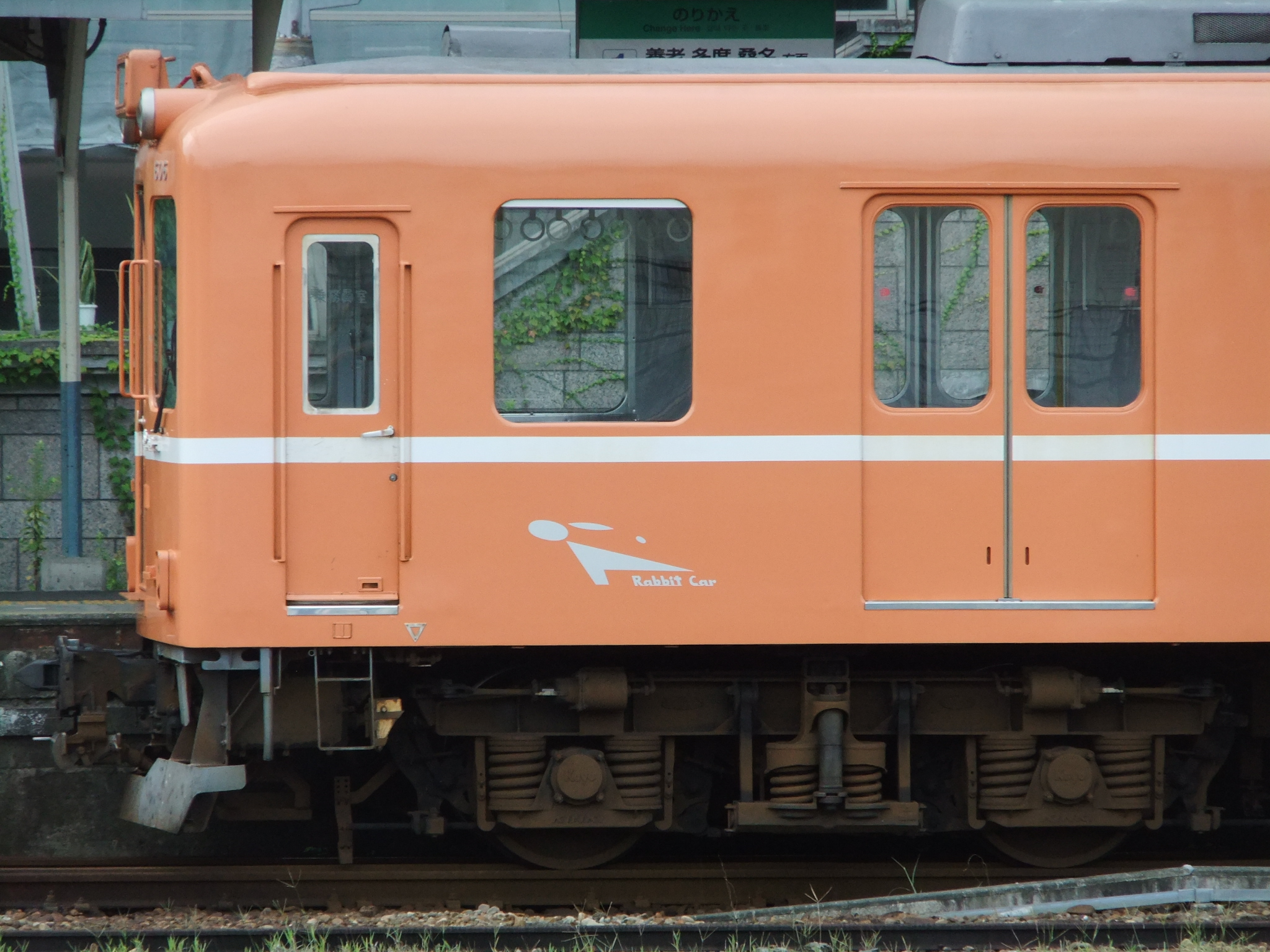
養老鉄道の復刻ラビットカーに付けられたラビットマーク

登場時はオレンジバーミリオンに100mm幅白帯の塗装であったが、1968年から1970年までに、塗装工程簡略化のためマルーン一色となり、1980年代後半にはマルーンレッドとシルキーホワイトの塗装となった。サ6150形以外には車体側面にウサギをモチーフにした 「ラビットマーク」（吉原製油社長の傍らで画家でも活動し、二科会会員であった吉原治良がデザイン。ラビットマークは6800系の1次車から3次車までは白の塗装で、6800系の最終増備車となる4次車および6900系と6000系の全車ではステンレス無塗装のものであったが、6800系の1次車から3次車でもステンレス無塗装のものに取り換えた事例もあった。なお、デザインをした人物については異説・誤認も多数あり、岡本太郎がデザインしたとの文献も多数存在している）が取り付けられていたが、マルーン一色への塗装変更の際に取り外された。しかし、1987年のデビュー30周年記念、2009年の養老線、2012年の吉野線開業100周年記念で、登場時の塗装とラビットマークが復元された。1987年の復元の際は1次車のモ6851に原型とは異なるステンレス無塗装のものを、2009年の養老鉄道と2012年の近鉄での復刻ラビットカーでは原型には存在していなかった銀の転写式のもので復元している。
ラビットカーの車両色は、当時近鉄の車両部に在籍していた近藤恒夫が考案したものである。
なお、翌1958年に新造された特急車の10000系「ビスタカー」や、以降の特急車でもオレンジの塗装が採用されたが、これら特急車のオレンジの色調は、ラビットカーのオレンジバーミリオンとは異なるものである。